# Bubba Ray Dudley
Mark LoMonaco, meglio conosciuto come Bubba Ray Dudley (New York, 14 luglio 1971), è un wrestler statunitense.
Conosciuto per aver combattuto in WWE con il nome di Bubba Ray Dudley. Ha combattuto anche nella Extreme Championship Wrestling dal 1996 al 1999 come Buh Buh Ray Dudley, nella Total Nonstop Action Wrestling dal 2005 al 2015 con i nomi Brother Ray e Bully Ray e tra il 2017 e il 2020 nella Ring of Honor, sempre come Bully Ray.
Nella maggior parte della sua carriera, LoMonaco ha combattuto in coppia con D-Von Dudley nel team Dudley Boyz, conosciuta anche come Team 3D. Riconosciuto come uno dei tag team più prolifico nella storia del wrestling, sono stati gli unici a vincere l'ECW, IWGP, NWA, TNA, WCW, WWF e WWE Tag Team Championship, e il primo tag team a essere stato introdotto nella TNA Hall of Fame. In WWE, i Dudleyz detengono il record del maggior numero di regni come campioni di coppia per un totale di nove volte, avendo detenuto il WWF/World Tag Team Championship otto volte e il WWE Tag Team Championship una volta. Nel 2018, inoltre, sono stati inseriti nella WWE Hall of Fame.

## Carriera

### Gli inizi (1991–1995)
Allenato da Sonny Blaze, LoMonaco debutta nel 1991 con il nome Mongo Vyle e con la gimmick del motociclista proveniente da Hell's Kitchen, New York.

### Extreme Championship Wrestling (1995–1999)
LoMonaco fa un provino per la Extreme Championship Wrestling nel 1995 sotto il nome di Mongo, interpretando la guardia del corpo di Bill Alfonso. Dopo aver impressionato positivamente Paul Heyman LoMonaco viene assunto. Venne rinominato Buh Buh Ray Dudley, membro balbuziente e sovrappeso della Dudley Family. Infatti il nome "Buh Buh" è proprio ispirato alla balbuzie del personaggio.
Nel 1996 debutta in ECW D-Von Dudley, membro afro-americano della famiglia Dudley, che entra subito in feud con il resto della famiglia, sostenendo che il comportamento comico tenuto dai membri non fosse quello che doveva avere un vero Dudley. D-Von dopo aver cacciato Dances with Dudley, Dudley Dudley, e Chubby Dudley si unisce a Buh Buh Ray Dudley, Big Dick Dudley, Sign Guy Dudley e Studley Dudley.
Buh Buh Ray e D-Von, ora conosciuti come "Dudley Boyz", diventarono uno dei tag team dominanti della federazione, vincendo ben otto volte gli ECW World Tag Team Championship, diventando di fatto il team con il maggior numero di vittorie del titolo di coppia ECW. Tra l'altro sconfissero i maggiori team dell'epoca cioè i Public Enemy (Johnny Grunge e Rocco Rock), gli Eliminators (Perry Saturn e John Kronus), i Gangstas (New Jack e Mustafa Saed) e la coppia formata da Sabu e Rob Van Dam.
Nel 1999 Buh Buh Ray e D-Von lasciano la ECW per accasarsi in WWF.

### World Wrestling Federation/Entertainment

#### The Dudley Boyz (1999–2002)
Nel 1999, Buh Buh Ray e D-Von abbandonarono la ECW per approdare nella World Wrestling Federation, dove la pronuncia da balbuziente "Buh Buh" del nome "Bubba Ray Dudley" venne presto abbandonata. Per tutto il 2000 e il 2001, i Dudley Boyz iniziarono a tre team per il WWF Tag Team Championship con una faida a tre con gli Hardy Boyz ed Edge and Christian. La faida diede vita agli acclamati Tables, Ladders and Chairs match di SummerSlam e WrestleMania X-Seven. Nonostante all'inizio fossero heel, i Dudley Boyz vennero presto acclamati dalla folla e furono girati come face nei primi mesi del 2000. Nella puntata di SmackDown! del 28 dicembre 2000, Bubba ricevette un'opportunità titolata contro l'allora WWF Champion Kurt Angle, perdendo. Ad inizio 2001 i Dudley si allearono con Spike Dudley.

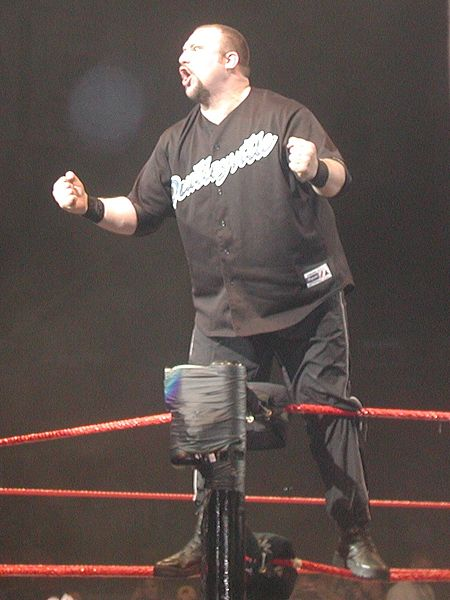
Bubba Ray durante il suo ingresso

Nel 1999 i Dudley Boyz debuttano in WWF come heel. Tra il 2000 ed il 2001 i Dudley sono coinvolti in un feud a tre per i WWF Tag Team Titles contro gli Hardy Boyz e la coppia formata da Edge e Christian. Il feud diede vita agli acclamati Tables, Ladders and Chairs match di SummerSlam 2000 e WrestleMania X-Seven. I Dudley cominciarono ad essere tifati quindi all'inizio del 2000, quando effettuarono un turn face. Nel dicembre del 2000 Bubba Ray ricevette una title shot contro l'allora WWF Champion Kurt Angle, ma tuttavia perse. Ad inizio 2001 i Dudley vennero raggiunti in WWF da Spike Dudley.
A metà 2001 i Bubba Ray e D-Von turnarono nuovamente heel unendosi all'Alliance durante la storyline dell'Invasion. Alla fine della storyline i wrestler che facevano parte dell'Alliance vennero licenziati, tuttavia i Dudley mantennero il posto di lavoro poiché erano i campioni di coppia.
Dopo WrestleMania X8 la WWF viene rinominata World Wrestling Entertainment ed i Dudley si dividono a causa della Brand Extension. D-Von finisce a SmackDown! con la gimmick di Reverend D-Von con il debuttante Deacon Batista) come suo guardaspalle. Nel frattempo Bubba Ray a RAW conquista il WWE Hardcore Championship per 8 volte, forma un tag team con Spike Dudley ed affronta Triple H per il World Heavyweight Championship fallendo.

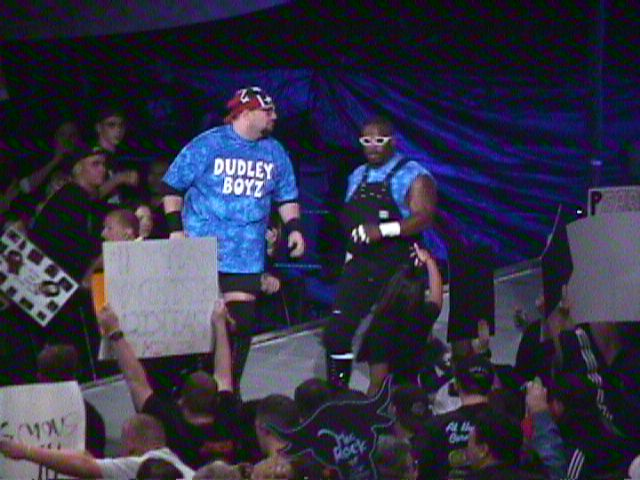
I Dudley Boys a Smackdown

A fine 2002 si riunisce con D-Von, con cui ha per tutto il 2003 e inizio 2004 rivalità con tag team come i 3-Minute Warning, gli Un-Americans e La Resistance. Il 22 marzo passano a Smackdown! e turnano nuovamente heel sotto la guida di Paul Heyman, dove incominciano una rivalità con i campioni Rob Van Dam & Rey Mysterio. Il 27 maggio rapiscono Paul Bearer, manager di The Undertaker, contro il quale perderanno un handicap a Great American Bash. A luglio del 2004 Bubba Ray e D-Von si riuniscono con Spike, assistendolo nei suoi match per il WWE Cruiserweight Championship. In questo periodo i Dudley vinsero un'ultima volta i WWE Tag Team Championship. Dall'inizio del 2005 i Dudley Boyz vennero spostati in OVW per mancanza d'idee.
Il 12 giugno 2005 i Dudley partecipano ad ECW One Night Stand dove nel main event affrontano e sconfiggono Tommy Dreamer e The Sandman ottenendo la vittoria dopo una Powerbomb proprio di Bubba Ray su un tavolo infuocato. Questo si rivelerà l'ultimo match dei Dudley in WWE.

### Total Nonstop Action Wrestling

#### Team 3D (2005–2010)
Poiché la WWE detiene il copyright sul nome "Dudley", LoMonaco e Hughes debuttano in TNA come Team 3D con i nomi di Brother Ray Deadly & Brother Devon Deadly. Tuttavia il suffisso "Deadly" venne presto omesso, divenendo semplicemente Brother Ray e Brother Devon.
Il debutto televisivo avviene il 1º ottobre 2005 come face, confrontandosi subito con l'NWA World Heavyweight Champion Jeff Jarrett ed i suoi alleati, gli America's Most Wanted (Chris Harris e James Storm), che al momento erano NWA World Tag Team Champion. Dopo alcuni scontri tra il Team 3D e gli AMW si unisce alla faida anche il Team Canada. Intanto debutta al fianco del Team 3D anche Spike Dudley con il nome di Brother Runt.
Il Team 3D successivamente entra in faida com i Latin American Exchange fino ad un electrified Steel Cage Match dove vincono gli NWA World Tag Team Championship.

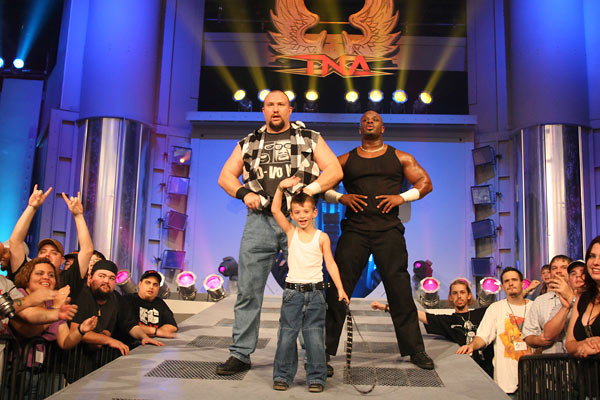
Team 3D con un fan

Dopo la rottura del contratto tra la TNA e la NWA il Team 3D viene privato dei titoli, ma tuttavia vengono decretati TNA World Tag Team Champion d'ufficio. A Slammiversary 2007 difendono le cinture contro Road Warrior Animal e Rick Steiner.
A Victory Road il Team 3D perde i titoli contro Kurt Angle e Samoa Joe.
Nel 2008 il Team 3D (con l'aiuto del traditore Johnny Devine) inizia un feud contro i Motor City Machine Guns (Alex Shelley e Chris Sabin) e l'intera X-Division. Tuttavia la storyline venne abbandonata in fretta.
Ray e Devon successivamente si allearono con Kurt Angle nel suo feud contro A.J. Styles. Questa alleanza li portò a collidere anche con Christian Cage e Rhino. Successivamente il Team 3D entra in faida con Matt Morgan ed Abyss. Poco dopo Ray e Devon vengono coinvolti nel feud tra la Main Event Mafia ed il TNA Front Line. Inizialmente il Team 3D sembra propenso ad unirsi alla MEM ma alla fine con un doppio gioco turnano face e si uniscono al Front Line.

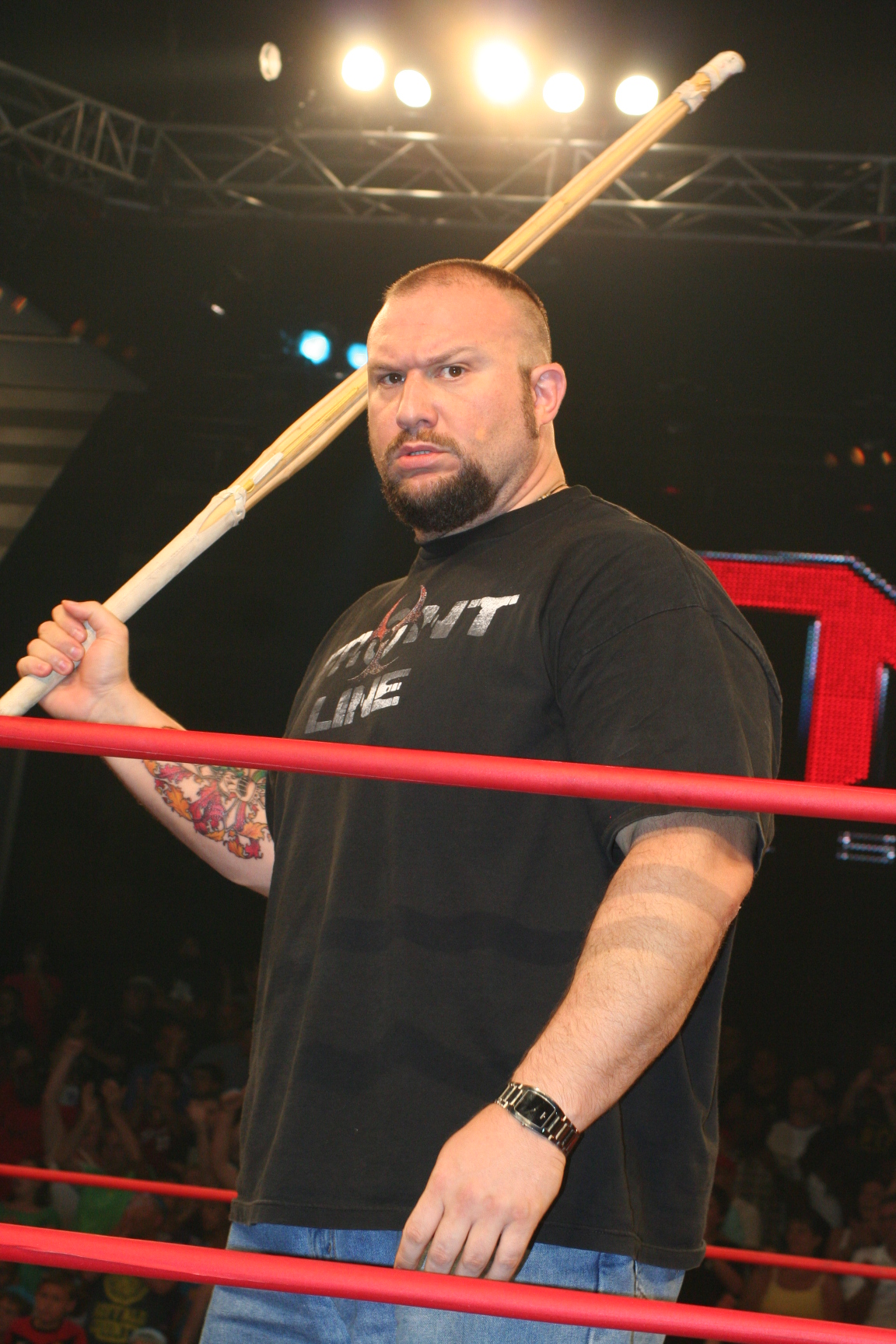

Il Team 3D inizia una serie di incontri con i Beer Money, Inc. e la British Invasion con in palio gli IWGP Tag Team Championship ed i TNA World Tag Team Championship. In quelle settimane Ray e Devon turnano heel alleandosi con Rhino nella sua lotta contro i giovani della compagnia. A loro si unisce un allievo dell'accademia del Team 3D, Jesse Neal. Dopo essere stati sconfitti da Matt Morgan, D'Angelo Dinero, Hernandez e Suicide a Final Resolution in un 8 men tag team match ad eliminazione la storyline venne accantonata ad inizio del 2010, in coincidenza dell'arrivo di Hulk Hogan ed Eric Bischoff. Il Team 3D, ora nuovamente face inizia un feud con i Nasty Boys. nel feud furono inclusi anche Jimmy Hart a favore dei Nasty Boys e Jesse Neal e Brother Runt a favore del Team 3D. Durante la faida Ray turna heel attaccando Neal, andando così a creare una faida interna al Team 3D. Successivamente Brother Devon si unisce al gruppo di ex ECW formato da Mick Foley, Tommy Dreamer, Raven, Stevie Richards, Pat Kenney, Al Snow ed il TNA World Heavyweight Champion Rob Van Dam ed attaccano Brother Ray, Abyss ed il resto dello spogliatoio della TNA. Nelle settimane successive Devon propone a Ray di unirsi al gruppo e dopo l'iniziale rifiuto Ray si unisce. Al PPV in onore degli ex ECW Hardcore Justice il Team 3D sconfigge Axl Rotten e Kahoneys in un South Philadelphia Street Fight. Durante la puntata successiva di Impact! gli ex ECW, ora conosciuti collettivamente come Extreme, Version 2.0 (EV 2.0), vengono attaccati dalla Fourtune, stable capeggiata da Ric Flair che non considera gli EV 2.0 degni di rimanere in TNA.
Successivamente il Team 3D esce di scena per negoziare il contratto con la TNA. Un mese dopo il Team 3D promette che a TNA Bound for Glory farà un annuncio speciale. L'annuncio è il ritiro del Team e come ultima richiesta, ottengono un match valevole per il titolo contro i Motor City Machine Guns a Turning Point, perdendo.

#### Immortal (2010–2012)

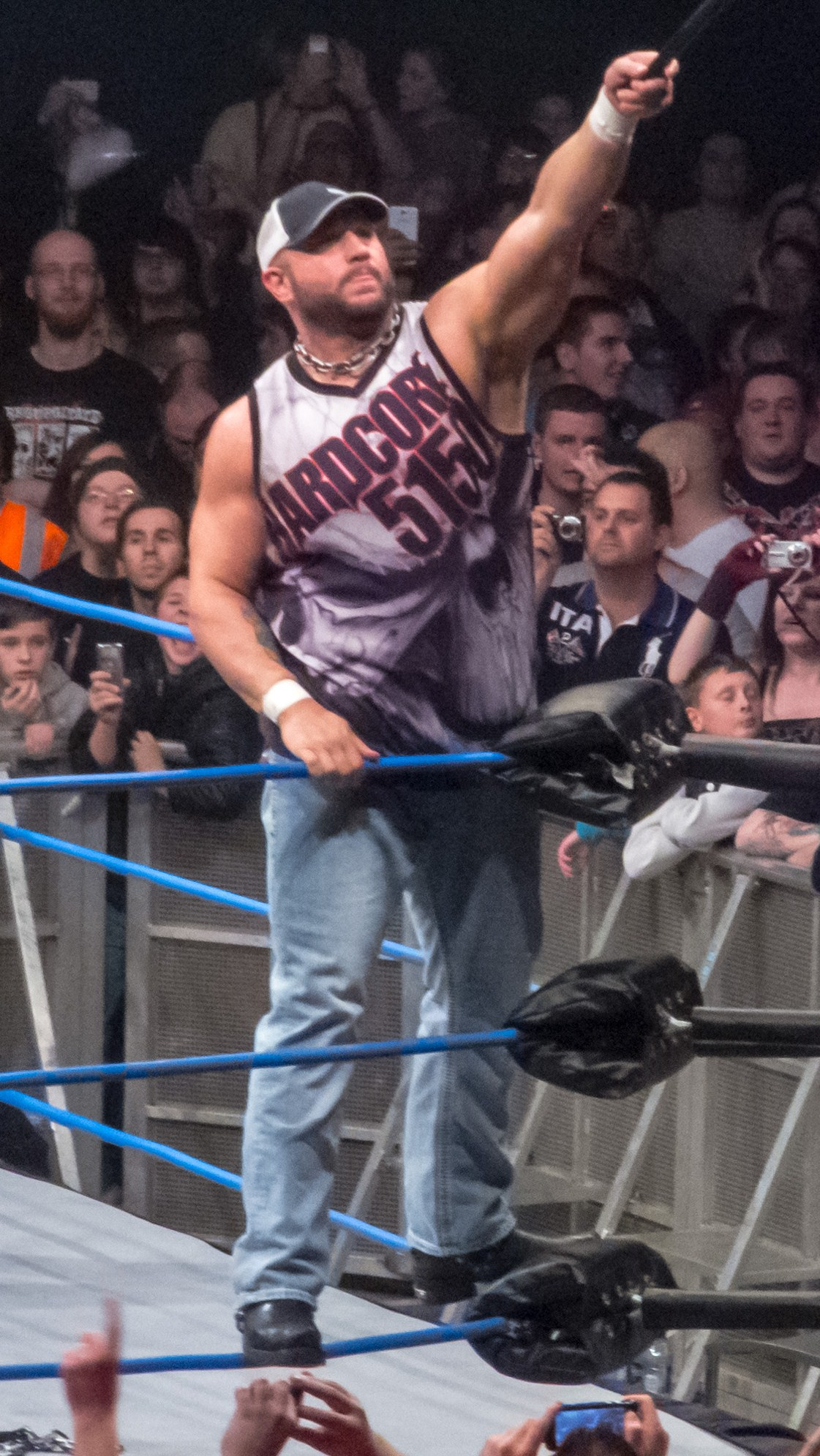
Bully Ray nel 2013.

La settimana seguente alla sconfitta per mano dei MCMG viene organizzata una cerimonia per il ritiro del Team 3D. Durante la cerimonia Brother Ray attacca Devon effettuando un turn heel. La settimana seguente dichiara che Devon si è indebolito e che non era altro che il Marty Jannetty del team. Il 16 dicembre 2010 LoMonaco cambia ring name in Bully Ray e sconfigge con facilità Amazing Red. Nei mesi successivi Ray feuda con l'ex compagno Devon. Il feud viene interrotto quando Bully Ray si unisce agli Immortal di Hulk Hogan ed Eric Bischoff e feuda con la Fortune. In particolare Ray collide con A.J. Styles ed infine vince la faida sconfiggendolo in un Last Man Standing Match a Slammiversary IX.
Successivamente Ray comincia ad avere delle diatribe con il compagno di stable Mr. Anderson che porterà ad un match tra i due ad Hardcore Justice, vinto da Ray dopo un colpo basso. Intanto Ray è uno dei partecipanti del Bound for Glory Series, un torneo per determinare chi competerà per il titolo mondiale a Bound fo Glory. Ray arriva in finale ma viene sconfitto dal membro della Fortune Bobby Roode. A Bound for Glory Ray viene sconfitto da Mr. Anderson in un Falls Count Everywhere Match. A Turning Point Ray e Scott Steiner vengono sconfitti da Anderson ed Abyss ed a Genesis viene sconfitto da Abyss in un Monster's Ball match.
In seguito Bully Ray si allea con il campione Bobby Roode interferendo nei match del canadese. Tuttavia l'alleanza ha vita breve e Bully Ray abbandona Roode durante un tag team match contro Sting e James Storm. Ad Against All Odds Ray combatte in un Fatal-Four Way match per il titolo mondiale ma senza successo. Viene poi coinvolto in una storyline con Hulk Hogan. A TNA Victory Road 2012 combatte contro James Storm.

#### Aces & Eights (2012–2014)
A Impact del 29 marzo, in coppia con Bobby Roode, affronta James Storm e Austin Aries. Durante l'Impact del 21 giugno perde, in un incontro valido per le Series, contro "The Pope" D'Angelo Dinero, a causa di un'interferenza di Abyss. 3 settimane dopo perde contro Kurt Angle. In seguito si allea con Sting per fronteggiare gli Aces & 8s a Bound for Glory Venendo però sconfitti. Viene poi coinvolto in una storyline con Brooke Hogan venendo poi sospeso dal GM Hulk Hogan. Nella puntata seguente, sconfigge D-Von in un Tables match, imitando Hogan svariate volte durante l'incontro, facendo finire la sospensione.
Il 10 marzo 2013 Ray vince a LockDown il suo primo TNA World Heavyweight Championship sconfiggendo Jeff Hardy ed effettuando un turn heel rivelandosi come leader della stable Aces & 8s.
Il 18 luglio 2013 Ray perde il titolo per mano di Chris Sabin nella puntata speciale di Impact denominata Destination X. Il 15 agosto Bully Ray riesce a sconfiggere Sabin vincendo per la seconda volta il TNA World Heavyweight Championship ad Hardcore Justice in uno Steel Cage match. A Impact! gli Aces & 8s vengono sconfitti e Devon viene cacciato nuovamente da Bully Ray che aveva subito lo schienamento da parte di Styles. Il 12 settembre a Impact! sconfigge Mr. Anderson e conserva il titolo in un Last Man Standing match. Viene annunciato che Ray dovrà difendere il suo TNA World Heavyweight Championship a Bound for Glory 2013 dall'assalto di AJ Styles che ha vinto le Bound for Glory Series.

#### Faida con i Carter e TNA Hall of Famer (2014–2015)
A Slammiversary XII è stata annunciata la sua introduzione nella TNA Hall of Fame insieme a Devon.
Combatte il suo ultimo match in TNA a Bound for Glory dove insieme al Team 3D batte Tommy Dreamer e Abyss. Nella puntata di Impact dell'8 maggio 2015, Bully Ray ha fatto un'apparizione come arbitro speciale per il match valido per il TNA Wold Heavyweight Championship tra Kurt Angle e Eric Young.

### Circuito indipendente (2013–2015)
A partire dalla fine del 2013, Bully Ray e Devon sono stati un appuntamento fisso all'interno della House of Hardcore di Tommy Dreamer. Il 9 novembre 2013, al HoH 3, Bully Ray ha attaccato Dreamer e Terry Funk dopo il main event, sostenendo che Dreamer lo ha offeso non invitandolo alla mostra, prima di sfidare Dreamer ad un falls-count-anywhere street fight a TNA One Night Only pay-per-view Old School. Spike Dudley è uscito a salvarlo solo per essere battuto da Bully Ray, mentre Devon sembrava confrontarsi con Bully Ray solo per tradire Dreamer e colpirlo con un 3D, respingendo poi anche un attacco di Sandman.
Il Team 3D hanno combattuto insieme anche contro Dreamer e Abyss, poi contro i Bad Influence, il 6 e 7 giugno 2014 ad House of Hardcore 4 e 5. Tuttavia, Bully Ray si sarebbe tirato fuori da entrambi gli eventi della TNA del presidente Dixie Carter, passando a una faida tra lui e Carter in TNA in una crossover storyline che coinvolge i lottatori di entrambe le federazioni. Il 13 luglio 2014, il Team 3D ha sconfitto Kevin Steen e Jason Axe per vincere i 2CW Tag Team Championship. Ad House of Hardcore 7, il Team 3D ha sconfitto la Killer Elite Squad.
Il 7 febbraio 2015, Bully Ray sconfitto Dom Vitalli per vincere il Destiny Wrestling Organization Heavyweight Championship.

### Ritorno in WWE (2015–2016)
LoMonaco ha fatto un'apparizione di una notte in WWE alla Royal Rumble come il terzo partecipante, rispolverando il personaggio di Bubba Ray Dudley, ma è stato eliminato da Bray Wyatt.
Nella puntata di Raw del 24 agosto 2015, Bubba Ray e D-Von Dudley hanno fatto un ritorno a sorpresa in WWE, per poi attaccare i campioni di coppia WWE, il New Day eseguendo una 3D sul tavolo a Xavier Woods.
A Night of Champions del 20 settembre i Dudley Boyz tentano l'assalto ai WWE Tag Team Championships dei New Day, sconfiggendoli tuttavia per squalifica (e senza dunque il passaggio dei titoli). A Hell in a Cell del 25 ottobre affrontano nuovamente i New Day, ma questa volta sono i campioni a trionfare.
Nel mese di novembre iniziano una faida con la Wyatt Family: nei primi due incontri (23 e 26 novembre) sono i Dudleyz a vincere ma per squalifica, venendo poi duramente picchiati. I Dudleyz allora si alleano con Tommy Dreamer e il 30 novembre vincono ancora per squalifica. Al gruppo si aggiunge anche il rientrante Rhyno, riformando il Team ECW, ma in due incontri, a TLC e a Raw (in un Extreme Rules match), vengono nuovamente sconfitti dalla Wyatt Family.
Nella puntata di Raw dell'8 febbraio, dopo aver vinto insieme agli Usos un 8-man Tag Team Tables Match contro i New Day e Mark Henry (quest'ultimo ha abbandonato i compagni durante il match) hanno attaccato i gemelli Usos rifilando una 3D su Jay e una Powerbomb su Jimmy sui tavoli, effettuando di fatto un turn heel. Sempre a Raw, il 15 febbraio, hanno attaccato senza motivo Roman Reigns prima di venire respinti da Dean Ambrose. Nella puntata di SmackDown del 18 febbraio hanno affrontato Reigns e Ambrose ma questi due hanno vinto l'incontro per squalifica a causa dell'intervento di Brock Lesnar. Successivamente iniziano una faida proprio con gli Usos: nella puntata di SmackDown del 25 febbraio D-Von ha sconfitto Jimmy Uso mentre Bubba Ray ha sconfitto il fratello Jey nella puntata di Raw del 29 febbraio. Successivamente Bubba Ray ha affrontato e sconfitto prima Goldust nella puntata di SmackDown del 17 marzo e poi R-Truth nella puntata di Raw del 21 marzo. Nella puntata di SmackDown del 24 marzo ha affrontato e sconfitto Roman Reigns per squalifica a causa della brutalità di Reigns che ha violentemente aggredito Bubba Ray. Il 3 aprile a WrestleMania 32 i Dudleyz sono stati sconfitti dagli Usos. I Dudleyz, tuttavia, hanno avuto la loro rivincita contro gli Usos in un Tables match nella puntata di Raw del 4 aprile. Nella puntata di Raw dell'11 aprile viene indetto un torneo per decretare i contendenti numero 1 ai WWE Tag Team Championships detenuti dal New Day e i Dudleyz affrontano ai quarti di finale i Lucha Dragons, riuscendo a sconfiggerli. Nella semifinale, invece, svoltasi il 18 aprile a Raw, i Dudley Boyz sono stati sconfitti da Enzo Amore e Colin Cassady, venendo eliminati. Nella puntata di Raw del 23 maggio viene sconfitto da Colin Cassady. Nella puntata di SmackDown del 1º giugno i Dudley Boyz hanno sconfitto i Golden Truth (Goldust e R-Truth). Il 19 giugno nel Kickoff di Money in the Bank i Dudleyz sono stati sconfitti dai Lucha Dragons. Nella puntata di Raw dell'11 luglio Bubba Ray e D-Von hanno partecipato ad una Battle Royal per determinare il contendente nº1 all'Intercontinental Championship, detenuto da The Miz, ma sono stati entrambi eliminati.
Con la Draft Lottery avvenuta nella puntata di SmackDown del 19 luglio, i Dudley Boyz sono stati trasferiti nel roster di Raw. I Dudleyz sono tornati nella puntata di Raw dell'8 agosto dove sono stati sconfitti da Neville e Sin Cara. Nella puntata di Raw del 15 agosto i Dudleyz sono stati sconfitti da Kofi Kingston e Xavier Woods del New Day. Il 21 agosto a SummerSlam i Dudleyz sono stati sconfitti da Neville e Sami Zayn nel kickoff.
La sera successiva, a Raw, i Dudleyz hanno annunciato il loro abbandono dalla WWE, dopo aver attaccato gli Shining Stars ed essere stati brutalmente attaccati in seguito da Luke Gallows e Karl Anderson.

### Circuito indipendente (2016–2017)
Il 28 agosto 2016 è stato annunciato che i Dudleyz, noti ora come Team 3D, sono entrati a far parte della Insane Championship Wrestling.
Dopo aver combattuto alla House of Glory il 17 dicembre 2016, D-Von ha annunciato il suo ritiro dal mondo del wrestling, sancendo di fatto la fine della stable.

### Ritorno in WWE (2018)
Nella puntata speciale di Raw del 22 gennaio 2018 in occasione dei venticinque anni dello show, i Dudley Boyz hanno fatto il loro ritorno a sorpresa per una notte; Bubba Ray e D-Von sono intervenuti al termine del match (terminato in no contest) tra Heath Slater e Rhyno e il Titus Worldwide (Apollo Crews e Titus O'Neil) dove hanno colpito Slater con una 3D. Il 29 gennaio è stata annunciata da ESPN la futura introduzione dei Dudley Boyz nella WWE Hall of Fame. Il 6 aprile i Dudley Boyz sono stati ufficialmente introdotti nella WWE Hall of Fame dai loro storici avversari Edge e Christian.

## Personaggio

### Mosse finali
- Bubba Bomb / Bully Bomb (Sitout Full Nelson Bomb)
- Buh Buh Cutter / Bubba Cutter / Bully Cutter (Cutter)
- Piledriver
- Release Powerbomb (a volte eseguita dalla seconda corda o contro un tavolo)

## Titoli e riconoscimenti
- All Japan Pro Wrestling

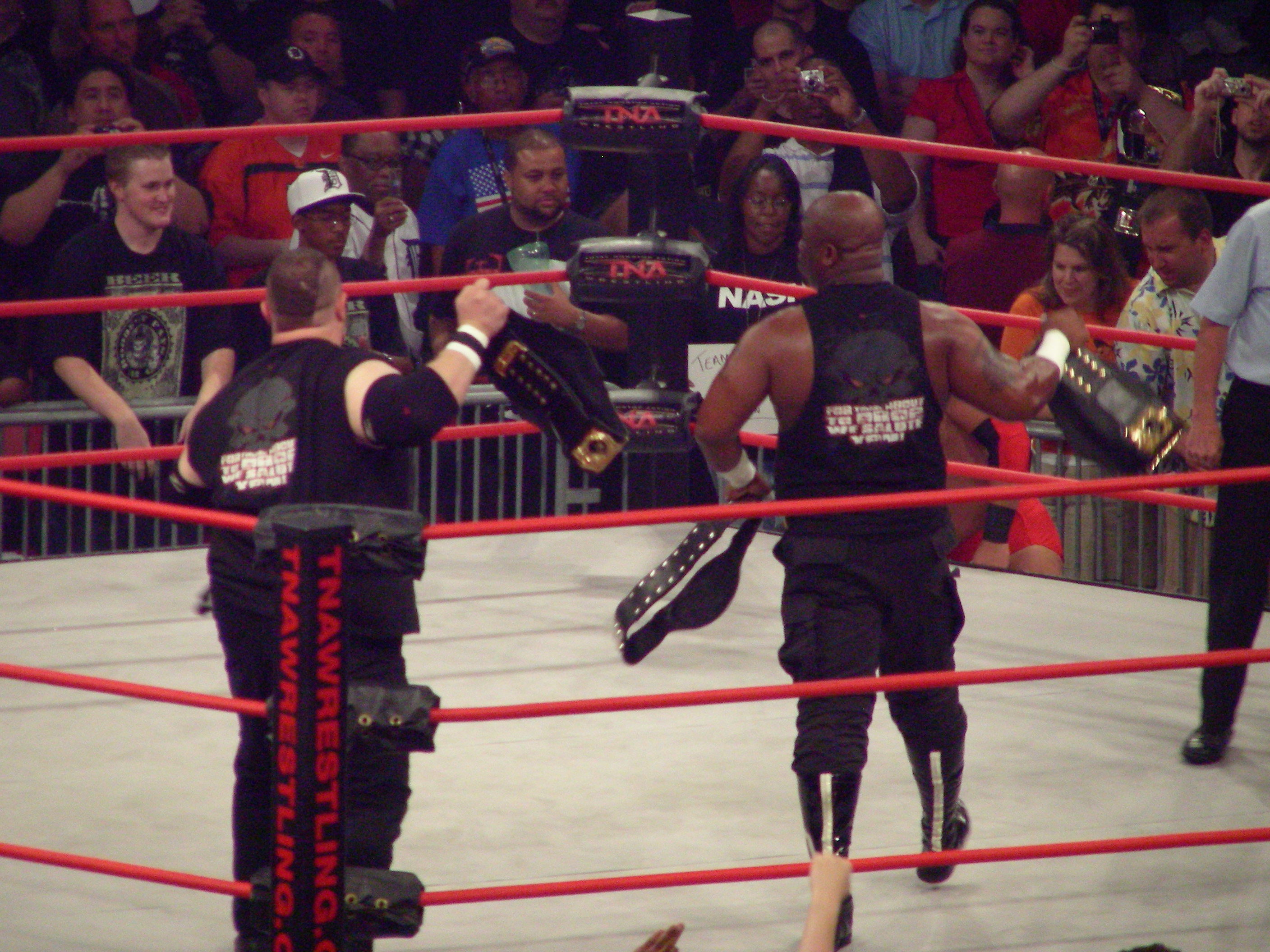
Il Team 3D con il TNA World Tag Team Championship e l'IWGP Tag Team Championship

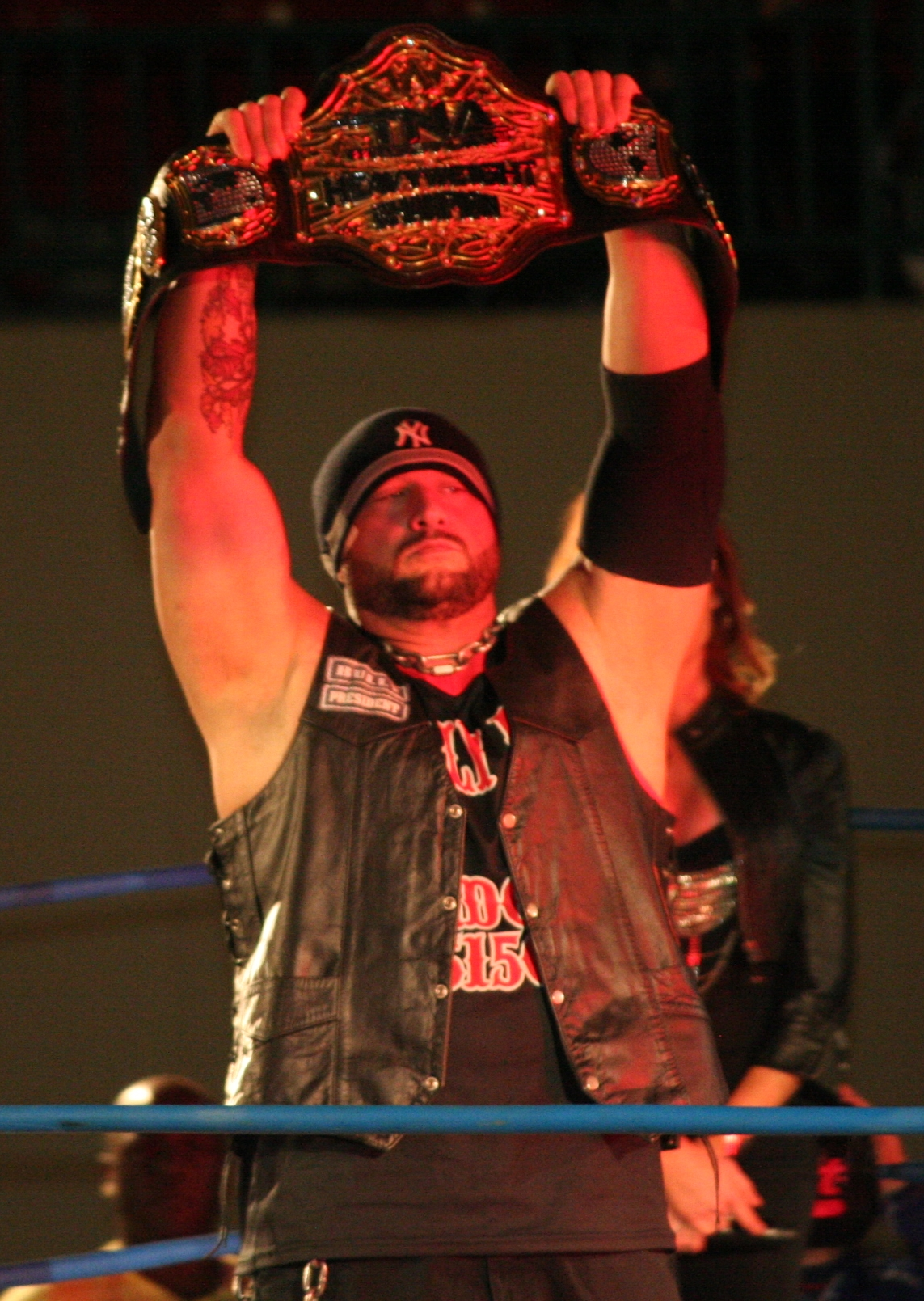
Bully Ray con il TNA World Heavyweight Championship, titolo che ha detenuto due volte

  - World's Strongest Tag Determination League (2005) – con Brother Devon
- The Baltimore Sun
  - Tag Team of the Year (2007) – con Brother Devon
- Cauliflower Alley Club
  - Other Honoree (1997) – con Brother Devon
- Destiny Wrestling Organization
  - DWO Heavyweight Championship (1)
- Extreme Championship Wrestling
  - ECW World Tag Team Championship (8) – con D-Von Dudley
- Hustle
  - Hustle Super Tag Team Championship (1) – con Brother Devon
- New Japan Pro-Wrestling
  - IWGP Tag Team Championship (1) – con Brother Devon
- Pennsylvania Premier Wrestling
  - PPW Heavyweight Championship (1)
- Pro Wrestling Illustrated
  - Match of the Year (2000) con D-Von Dudley vs. Edge e Christian e The Hardy Boyz in un  Triangle Ladder match a WrestleMania 2000
  - Match of the Year (2001) con D-Von Dudley vs. Edge e Christian e The Hardy Boyz in un Tables, Ladders, and Chairs match a WrestleMania X-7
  - Tag Team of the Year (2001, 2009) – con D-Von Dudley
  - 4º tra i 500 migliori wrestler singoli nella PWI 500 (2013)
- Ring of Honor
  - ROH World Six-Man Tag Team Championship (1) – con Jay e Mark Briscoe
- Squared Circle Wrestling
  - 2CW Tag Team Championship (1) – con Brother Devon
- Total Nonstop Action Wrestling
  - NWA World Tag Team Championship (1) – con Brother Devon
  - TNA World Heavyweight Championship (2)
  - TNA World Tag Team Championship (2) – con Brother Devon
  - TNA World Cup 2014 – con Eddie Edwards, Eric Young, Gunner e OBD
  - TNA Tag Team Tournament (2014) – con Brother Devon
  - TNA Tag Team of the Year (2005) – con Brother Devon
  - TNA Hall of Fame (Classe del 2014)
- World Wrestling Federation/Entertainment
  - WCW Tag Team Championship (1) – con D-Von Dudley
  - WWE Tag Team Championship (1) – con D-Von Dudley
  - WWF Hardcore Championship[9] (10)
  - WWF Tag Team Championship[10] (8) – con D-Von Dudley
  - WWE Hall of Fame (classe del 2018) – come membro dei Dudley Boyz
- Wrestling Observer Newsletter
  - Worst Gimmick (2013) - Aces & Eights